# Saison 2021-2022 de la Section paloise
Cette page présente la saison 2021-2022 de la Section paloise en Top 14 et en challenge européen.

## Entraîneurs
- Sébastien Piqueronies (Manager sportif)
- Thomas Choveau (Entraîneur de la défense et de la touche)
- Thomas Domingo (Entraîneur de la mêlée)
- Geoffrey Lanne-Petit (Entraîneur de l'attaque et des transitions)
- Antoine Nicoud (Entraîneur de la défense et des transitions)

## La saison

### Supersevens

#### Etape 1: Aix-en-Provence
Le groupe retenu par Geoffrey Lanne-Petit et Mickaël Drouard :
- Mathias Colombet (cap.)
- Rayne Barka (vice cap.)
- Lekima Tagitagivalu
- Vincent Pinto
- Eoghan Barrett
- Alexis Levron
- Thibaut Hamonou
- Hubert Texier
- Paul Auradou
- Hugo Le Gall
- Nicolas Pedrot
- Arnaud Puyo
- Vaea Tutuila Vaea

La Section paloise débute le samedi 14 août face au Lyon OU Sevens. L'équipe paloise s'impose 31 à 14 face aux lyonnais lors du premier match et retrouve l'équipe de Monaco rugby sevens en quart de finale. Les palois rallient les demi-finales après leur victoire 26 à 21 face à Monaco et retrouveront  le RC Toulon sevens. Les palois s'imposent 22 à 21 face à Toulon et affrontent le Racing 92 sevens en finale de cette première étape. L'équipe paloise s'impose face au Racing 92 sur le score de 26 à 24 et remporte la première étape du Supersevens,.

#### Etape 2: Toulouse
Le groupe retenu par Geoffrey Lanne-Petit et Mickaël Drouard :
- Mathias Colombet (cap.)
- Rayne Barka (vice cap.)
- Gysbert du Preez
- Matthew Grogan
- Paul Jambon
- Baptiste Lemé
- Eoghan Barrett
- Paul Auradou
- Thibault Debaes
- Nicolas Pedrot
- Thibaut Hamonou
- Vaea Tutuila Vaea
- Téo Bordenave
- Arnaud Puyo

La Section paloise commence cette étape face aux Barbarians sevens et s'incline 7 à 31. Lors du match de classement, les paloise s'inclinent à nouveau face à l'UBB sevens sur le score de 24 à 29. La Section paloise sevens termine à la 14e place de cette étape toulousaine.

#### Etape 3: La Rochelle
Le groupe retenu par Geoffrey Lanne-Petit et Mickaël Drouard :
- Rayne Barka (cap.)
- Thibaut Hamonou (vice cap.)
- Kevin Yaméogo
- Matthew Grogan
- Paul Jambon
- Quentin Bourdieu
- Eoghan Barrett
- Paul Auradou
- Alexis Rivière
- Nicolas Pedrot
- Vaea Tutuila Vaea
- Hubert Texier
- Arnaud Puyo

Les Palois commencent le tournoi par une victoire 34 à 5 face au Castres olympique sevens mais ils s'inclinent en quart de finale face au RC Toulon sevens sur le score de 31 à 7. Lors du match de classement pour les places de 5 à 8, ils s'imposent face au Racing 92 sevens sur le score de 29 à 10. Les Palois finissent 6e de cette étape. À l'issue de cette étape, ils se qualifient pour la finale du championnat à Nanterre.

#### Finale
Les finales de la saison de Supersevens se déroulent le samedi 13 novembre 2021 à La Défense Arena de Nanterre. Le groupe palois pour ces finales est composé de :
- Mathias Colombet (Cap.)
- Rayne Barka (Vice cap.)
- Vincent Pinto
- Reece Hewat
- Alexis Levron
- Antoine Hastoy
- Thibaut Hamonou
- Eoghan Barrett
- Romain Fonnicola
- Hubert Texier
- Thibault Debaes
- Paul Auradou
- Thomas Carol

Pour le premier match, les paloise s'imposent facilement sur le score de 35 à 14 face au RC Toulon sevens et retrouve les Barbarians sevens en demi-finale. Les paloise s'inclinent lourdement face aux Barbarians sur le score de 19 à 40 et disputeront la petite finale face au Racing 92 sevens. Les joueurs palois s'inclinent à nouveau 19 à 47 et terminent à la quatrième place du tournoi.

### Top 14
La Section paloise commence sa saison par une défaite au Stade Pierre-Fabre face au Castres olympique (16 à 12), avec 12 points de Zack Henry pour ses débuts avec le club béarnais, mais ramène le point du bonus défensif. Lors de la 2e journée, les palois s'imposent à domicile face au Lyon OU sur le score de 21 à 17 en étant en infériorité numérique quasiment tout le match après l'exclusion de Lekima Tagitagivalu à la 25e minute. Lors de la 3e journée, les palois s'inclinent au Stade Amédée-Domenech sur le score de 30 à 13 face au CA Brive-Corrèze. Lors de la 4e journée, les palois s'imposent, au stade du Hameau, d'un point (23 à 22) face au Montpellier Hérault rugby dans un match où quatre essais ont été inscrits dans les dix dernières minutes par Youri Delhommel (70e) et Aminiasi Tuimaba (77e) pour Pau et Arthur Vincent (73e) et Marco Tauleigne (80e) pour Montpellier. Anthony Bouthier rate la transformation de la gagne pour le MHR après la sirène. Lors de la 5e journée de Top 14, les béarnais se déplacent au stade Aimé-Giral pour défier le promu : USA Perpignan. Après l'expulsion d'Aminiasi Tuimaba à la 27e minute, les palois finissent le match à 14 contre 15 et s'imposent pour la première fois de la saison à l'extérieur sur le score de 14 à 29. Lors de la 6e journée, les palois mènent 7 à 0 à la mi temps sur la pelouse du Stade toulousain grâce à un essai de Thibault Debaes mais les toulousains reprennent l'ascendant en deuxième mi-temps pour finalement s'imposer 38 à 10 avec le bonus offensif. Lors de la 7e journée, les palois s'inclinent 33 à 37 à domicile face à l'Union Bordeaux Bègles mais ramènent le point de bonus défensif. Lors de la 8e journée, les palois s'inclinent lourdement sur la pelouse du stade Marcel-Michelin face à l'ASM Clermont sur le score de 20 à 42. La Section paloise renoue avec la victoire face au Stade français Paris lors de la 9e journée (18 à 9), dans un match où Zack Henry a inscrit l'intégralité des points sur pénalité. Lors de la 10e journée de Top 14, les palois enchaînent une seconde victoire consécutive à domicile face au Biarritz olympique (33 à 21) avec le premier essai de Jordan Joseph sous ses nouvelles couleurs et 23 points inscrits par Antoine Hastoy (dont 1 essai). Les palois s'inclinent 36 à 8 lors de la 11e journée de Top 14 sur la pelouse du Stade rochelais. Lors de la 12e journée de championnat, les palois reçoivent le RC Toulon au Stade du Hameau. Sous une pluie battante, les joueurs béarnais arrachent le match nul (16 à 16) grâce à un essai de Beka Gorgadze à  la 78e minute. Initialement prévu le lundi 27 décembre, la rencontre face au Racing 92, comptant pour la 13e journée de Top 14, est reporté en raison de cas positifs à la Covid-19 dans les deux effectifs. Pour la 15e journée de championnat, les palois se déplacent au Stade de Gerland pour défier le Lyon OU et s'inclinent sur le score de 35 à 10. Lors de la 16e journée de top 14, la Section paloise s'impose à domicile sur le score de 28 à 20 face à l'ASM Clermont avec un essai en toute fin de match de Giovanni Habel Kuffner. La section s'incline au GGL Stadium face à Montpellier sur le score de 29 à 12 alors que les béarnais n'étaient menés que d'un point à la mi-temps. Lors du match reporté de la 13e journée, les palois s'inclinent chez le Racing 92 mais inscrivent 5 essais contre 2 pour les franciliens leur permettant de prendre le bonus offensif. Lors de la 18e journée, la Section paloise s'impose à domicile, 27 à 22, face au Stade toulousain. Un match marqué par deux cartons rouges pour Tumua Manu (33e) et Jale Vatubua (51e) pour la Section et la sortie sur civière du toulousain Santiago Chocobares. Lors de la 20e journée, la Section s'impose au Stade Chaban-Delmas face au leader bordelais (16 à 23) grâce à deux essais de Tumua Manu et un essai d'Antoine Hastoy à la 79e minute. Pour la 21e journée, la Section s'impose 27 à 22 face à Perpignan à domicile grâce à trois essais de Jordan Joseph. Pour la 22e journée de Top 14, les paloise s'impose 19 à 42 au Parc des Sports d'Aguiléra face au Biarritz Olympique. Pour la 23e journée, la Section se déplace au Stade Jean-Bouin et s'incline 21 à 18 face au Stade Français Paris. Les palois repartent avec le point de bonus défensif et Antoine Hastoy a inscrit tous les points des béarnais. Face au Racing 92 à domicile pour le compte de la 24e journée, les palois entament le match très fort avec un essai de Reece Hewat au bout de 40 secondes de jeu mais les palois ne peuvent résister à la puissance des racingmen et s'inclinent 21 à 42. Pour la 25e journée de Top 14, les palois s'inclinent au Stade Mayol face au RC Toulon (37 à 20). Pour la dernière journée, les palois s'inclinent 16 à 26 au Hameau face au Castres olympique.
La Section paloise termine la saison à la 10e place du Top 14.

### Challenge européen
La Section paloise commence sa campagne européenne par une défaite à domicile face au London Irish sur le score de 14 à 33. La 2e journée devait opposé au Stade du Hameau, la Section paloise aux Saracens. Mais en raison d'un nombre significatif de cas positif à la Covid-19 dans l'effectif anglais, la rencontre est annulée. Les paloise s'imposent donc 28 à 0 sur tapis vert. Avec une équipe rajeunie et malgré trois essais inscrits par Martin Puech, Clovis Le Bail et Jale Vatubua, les palois s'inclinent à Brive sur le score de 33 à 25. Pour son dernier match de poule, la Section se déplace sur la pelouse d'Edimbourg rugby. Les palois s'inclinent lourdement sur le score de 54 à 5 mais ce match est marqué par le fait que ce match est arbitré par une femme, Sara Cox, qui arbitre son premier match officiel européen et devient ainsi la troisième femme à arbitrer un match européen. La Section paloise est éliminé du Challenge européen dès la phase de poule.

## Transferts

### En cours de saison
- Jordan Joseph est prêté en octobre 2021 jusqu'à la fin de la saison[42].
- Mike Harris rompt son contrat et quitte le club en Février 2022[43].
- Rayne Barka est prêté en février 2022 au SU Agen jusqu'à la fin de la saison[44].
- Hubert Texier est prêté en février 2022 à Soyaux Angoulême XV Charente jusqu'à la fin de la saison[45].
- Thomas Poulain fait son retour en février 2022 après un prêt à Soyaux Angoulême XV Charente[46].
- Marco Zanon arrive en tant que joker médical en mars 2022 jusqu'à la fin de la saison[47].
- Téo Bordenave est prêté en avril 2022 à l'US bressane jusqu'à la fin de la saison[48].

## Effectif
| Nom                       | Poste            | Naissance         | Nationalité sportive | Sélections (points) | Dernier club          | Arrivée au club (année) |
| ------------------------- | ---------------- | ----------------- | -------------------- | ------------------- | --------------------- | ----------------------- |
| Kevin Yaméogo             | Pilier           | 19 mai 1997       | France               | -                   | SU Agen               | 2021                    |
| Téo Bordenave             | Pilier           | 10 août 2001      | France               | -                   | Formé au club         | 2020                    |
| Rémi Sénéca               | Pilier           | 1er janvier 1995  | France               | -                   | RC Vannes             | 2021                    |
| Ignacio Calles            | Pilier           | 24 octobre 1995   | Argentine            | -                   | Liceo Naval           | 2016                    |
| Nicolas Corato            | Pilier           | 7 octobre 1997    | France               | -                   | RC Auch               | 2017                    |
| Siegfried Fisi'ihoi       | Pilier           | 8 juin 1987       | Tonga                |                     | Stade français        | 2019                    |
| Siate Tokolahi            | Pilier           | 16 mars 1992      | Tonga                | -                   | Highlanders           | 2021                    |
| Maks van Dyk              | Pilier           | 21 janvier 1992   | Afrique du Sud       | -                   | Worcester Warriors    | 2021                    |
| Quentin Lespiaucq-Brettes | Talonneur        | 16 février 1995   | France               | -                   | US Dax                | 2020                    |
| Rayne Barka               | Talonneur        | 5 février 1999    | France               | France -20          | SU Agen               | 2018                    |
| Lucas Rey                 | Talonneur        | 27 avril 1997     | France               | -                   | Formé au club         | 2015                    |
| Youri Delhommel           | Talonneur        | 6 mars 1996       | France               | -                   | Montpellier HR        | 2021                    |
| Julien Delannoy           | Deuxième ligne   | 15 juin 1995      | France               | -                   | Montpellier HR        | 2018                    |
| Guillaume Ducat           | Deuxième ligne   | 25 mai 1996       | France               |                     | Aviron bayonnais      | 2021                    |
| Fabrice Metz              | Deuxième ligne   | 23 janvier 1991   | France               |                     | Racing 92             | 2016                    |
| Steven Cummins            | Deuxième ligne   | 29 mars 1992      | Australie            | -                   | Melbourne Rebels      | 2021                    |
| Daniel Ramsay             | Deuxième ligne   | 1er juin 1984     | Nouvelle-Zélande     | -                   | Otago RFU             | 2012                    |
| Martin Puech              | Troisième ligne  | 14 décembre 1988  | France               | -                   | Colomiers rugby       | 2017                    |
| Beka Gorgadze             | Troisième ligne  | 8 février 1996    | Géorgie              |                     | Union Bordeaux Bègles | 2021                    |
| Reece Hewat               | Troisième ligne  | 25 septembre 1997 | Australie            | -                   | Stade aurillacois     | 2021                    |
| Thibaut Hamonou           | Troisième ligne  | 10 mars 2000      | France               | France -20          | Stade toulousain      | 2021                    |
| Giovanni Habel Kuffner    | Troisième ligne  | 9 janvier 1995    | Samoa                | Samoa -20           | Formé au club         | 2015                    |
| Luke Whitelock            | Troisième ligne  | 29 janvier 1991   | Nouvelle-Zélande     |                     | Highlanders           | 2019                    |
| Lekima Tagitagivalu       | Troisième ligne  | 4 décembre 1995   | Fidji                | Fidji -20           | Formé au club         | 2015                    |
| Jordan Joseph             | Troisième ligne  | 31 juillet 2000   | France               | France -20          | Racing 92             | 2021                    |
| Thibault Daubagna         | Demi de mêlée    | 20 mai 1994       | France               | -                   | Formé au club         | 2020                    |
| Alexis Levron             | Demi de mêlée    | 2 novembre 2000   | France               | -                   | R C Vannes            | 2021                    |
| Clovis Le Bail            | Demi de mêlée    | 29 novembre 1995  | France               | -                   | Formé au club         | 2014                    |
| Antoine Hastoy            | Demi d'ouverture | 4 juin 1997       | France               | -                   | Formé au club         | 2015                    |
| Thibault Debaes           | Demi d'ouverture | 30 novembre 2001  | France               | -                   | Formé au club         | 2019                    |
| Zack Henry                | Demi d'ouverture | 1er octobre 1994  | Angleterre           | -                   | Leicester Tigers      | 2021                    |
| Mike Harris               | Demi d'ouverture | 8 juillet 1988    | Australie            |                     | Toshiba Brave Lupus   | 2020                    |
| Nathan Decron             | Centre           | 17 février 1998   | France               | France -20          | SU Agen               | 2021                    |
| Jale Vatubua              | Centre           | 30 août 1991      | Fidji                |                     | Melbourne Rebels      | 2012                    |
| Eliott Roudil             | Centre           | 30 octobre 1996   | France               | France -20          | Stade rochelais       | 2020                    |
| Tumua Manu                | Centre           | 18 avril 1993     | Samoa                | -                   | Chiefs                | 2020                    |
| Alexandre Dumoulin        | Centre           | 24 août 1989      | France               |                     | Montpellier HR        | 2019                    |
| Vincent Pinto             | Ailier           | 10 avril 1999     | France               | France -20          | Formé au club         | 2018                    |
| Daniel Ikpefan            | Ailier           | 18 octobre 1993   | France               | -                   | RC Toulon             | 2021                    |
| Aminiasi Tuimaba          | Ailier           | 26 mars 1995      | Fidji                | Fidji à 7           | Fidji à 7             | 2020                    |
| Eoghan Barrett            | Ailier           | 31 mai 1999       | Irlande              | Irlande -19         | Cork                  | 2018                    |
| Mathias Colombet          | Arrière          | 1er mai 1997      | France               | France à 7          | France à 7            | 2021                    |
| Jack Maddocks             | Arrière          | 5 février 1997    | Australie            |                     | Waratahs              | 2021                    |
| Thomas Carol              | Arrière          | 17 janvier 2001   | France               | France -20          | Stade rochelais       | 2021                    |

## Calendrier et résultats

### Préparation
Avant le début de la saison, la Section paloise disputera deux matches de préparation face, : 
| jeudi 19 août 2021 | Aviron bayonnais | 46 - 31 | Section paloise | Stade Jean-Dauger |
| jeudi 19 août 2021 |                  |         |                 | Stade Jean-Dauger |
| jeudi 19 août 2021 |                  |         |                 | Stade Jean-Dauger |

| jeudi 26 août 2021 | Section paloise | 24 - 33 | Union Bordeaux Bègles | Stade du Hameau |
| jeudi 26 août 2021 |                 |         |                       | Stade du Hameau |
| jeudi 26 août 2021 |                 |         |                       | Stade du Hameau |

### Top 14
| Date du match     | Domicile              | Extérieur             | Score   | Lieu du match              | Catégorie             | Classement |
| ----------------- | --------------------- | --------------------- | ------- | -------------------------- | --------------------- | ---------- |
| 4 septembre 2021  | Castres olympique     | Section paloise       | 16 - 12 | Stade Pierre-Fabre         | 1re journée du Top 14 | 10         |
| 11 septembre 2021 | Section paloise       | Lyon OU               | 21 - 17 | Stade du Hameau            | 2e journée du Top 14  | 5          |
| 18 septembre 2021 | CA Brive              | Section paloise       | 30 - 13 | Stade Amédée-Domenech      | 3e journée du Top 14  | 11         |
| 25 septembre 2021 | Section paloise       | Montpellier HR        | 23 - 22 | Stade du Hameau            | 4e journée du Top 14  | 7          |
| 2 octobre 2021    | USA Perpignan         | Section paloise       | 14 - 29 | Stade Aimé-Giral           | 5e journée de Top 14  | 5          |
| 9 octobre 2021    | Stade toulousain      | Section paloise       | 38 - 10 | Stade Ernest-Wallon        | 6e journée de Top 14  | 7          |
| 16 octobre 2021   | Section paloise       | Union Bordeaux Bègles | 33 - 37 | Stade du Hameau            | 7e journée de Top 14  | 8          |
| 23 octobre 2021   | ASM Clermont          | Section paloise       | 42 - 20 | Stade Marcel-Michelin      | 8e journée de Top 14  | 11         |
| 30 octobre 2021   | Section paloise       | Stade français        | 18 - 9  | Stade du Hameau            | 9e journée de Top 14  | 9          |
| 6 novembre 2021   | Section paloise       | Biarritz olympique    | 33 - 21 | Stade du Hameau            | 10e journée de Top 14 | 9          |
| 27 novembre 2021  | Stade rochelais       | Section paloise       | 36 - 8  | Stade Marcel-Deflandre     | 11e journée de Top 14 | 9          |
| 4 décembre 2021   | Section paloise       | RC Toulon             | 16 - 16 | Stade du Hameau            | 12e journée de Top 14 | 9          |
| 2 janvier 2022    | Section paloise       | CA Brive              | 43 - 20 | Stade du Hameau            | 14e journée de Top 14 | 8          |
| 8 janvier 2022    | Lyon OU               | Section paloise       | 35 - 10 | Matmut Stadium             | 15e journée de Top 14 | 9          |
| 30 janvier 2022   | Section paloise       | ASM Clermont          | 28 - 20 | Stade du Hameau            | 16e journée de Top 14 | 9          |
| 5 février 2022    | Montpellier HR        | Section paloise       | 29 - 12 | GGL Stadium                | 17e journée de Top 14 | 9          |
| 12 février 2022   | Racing 92             | Section paloise       | 35 - 29 | Paris La Défense Arena     | 13e journée de Top 14 | 10         |
| 19 février 2022   | Section paloise       | Stade toulousain      | 27 - 22 | Stade du Hameau            | 18e journée de Top 14 | 9          |
| 26 février 2022   | Section paloise       | Stade rochelais       | 16 - 22 | Stade du Hameau            | 19e journée de Top 14 | 11         |
| 5 mars 2022       | Union Bordeaux Bègles | Section paloise       | 16 - 23 | Stade Chaban-Delmas        | 20e journée de Top 14 | 10         |
| 26 mars 2022      | Section paloise       | USA Perpignan         | 27 - 22 | Stade du Hameau            | 21e journée de Top 14 | 10         |
| 2 avril 2022      | Biarritz olympique    | Section paloise       | 19 - 42 | Parc des sports d'Aguiléra | 22e journée de Top 14 | 10         |
| 23 avril 2022     | Stade français        | Section paloise       | 21 - 18 | Stade Jean-Bouin           | 23e journée de Top 14 | 10         |
| 30 avril 2022     | Section paloise       | Racing 92             | 21 - 42 | Stade du Hameau            | 24e journée de Top 14 | 10         |
| 21 mai 2022       | RC Toulon             | Section paloise       | 37 - 20 | Stade Mayol                | 25e journée de Top 14 | 10         |
| 5 juin 2022       | Section paloise       | Castres olympique     | 16 - 26 | Stade du Hameau            | 26e journée de Top 14 | 10         |

#### Classement Top 14
| Rang | Club                  | J  | V  | N | D  | Bo | Bd | Pm  | Pe  | Diff | Pts |
| ---- | --------------------- | -- | -- | - | -- | -- | -- | --- | --- | ---- | --- |
| 1    | Castres olympique     | 26 | 17 | 1 | 8  | 5  | 1  | 565 | 529 | +36  | 76  |
| 2    | Montpellier HR        | 26 | 15 | 2 | 9  | 4  | 6  | 619 | 503 | +116 | 74  |
| 3    | Union Bordeaux Bègles | 26 | 15 | 1 | 10 | 5  | 5  | 610 | 484 | +126 | 72  |
| 4    | Stade toulousain      | 26 | 15 | 0 | 11 | 6  | 5  | 638 | 432 | +206 | 71  |
| 5    | Stade rochelais       | 26 | 15 | 0 | 11 | 6  | 5  | 640 | 466 | +174 | 71  |
| 6    | Racing 92             | 26 | 16 | 0 | 10 | 4  | 2  | 661 | 568 | +93  | 70  |
| 7    | ASM Clermont          | 26 | 14 | 0 | 12 | 6  | 4  | 649 | 557 | +92  | 66  |
| 8    | RC Toulon             | 26 | 13 | 2 | 11 | 4  | 5  | 572 | 504 | +68  | 65  |
| 9    | Lyon OU               | 26 | 13 | 0 | 13 | 6  | 6  | 637 | 558 | +79  | 64  |
| 10   | Section paloise       | 26 | 11 | 1 | 14 | 1  | 3  | 568 | 664 | -96  | 50  |
| 11   | Stade français Paris  | 26 | 11 | 0 | 15 | 2  | 4  | 544 | 651 | -107 | 50  |
| 12   | CA Brive              | 26 | 9  | 1 | 16 | 4  | 4  | 453 | 631 | -178 | 46  |
| 13   | USA Perpignan P       | 26 | 9  | 0 | 17 | 2  | 5  | 491 | 664 | -173 | 43  |
| 14   | Biarritz olympique P  | 26 | 5  | 0 | 21 | 1  | 3  | 449 | 885 | -436 | 24  |

### Challenge européen
Dans le Challenge européen, la Section paloise est opposée aux français du CA Brive, des écossais du Édimbourg Rugby et des anglais du London Irish et des Saracens .
| Date du match     | Domicile        | Extérieur       | Score               | Lieu du match           | Catégorie                         | Classement (pts) |
| ----------------- | --------------- | --------------- | ------------------- | ----------------------- | --------------------------------- | ---------------- |
| 11 décembre 2021  | Section Paloise | London Irish    | 17 - 33             | Stade du Hameau         | 1re journée du Challenge européen | 5 (0)            |
| Rencontre annulée | Section Paloise | Saracens        | 28 - 0 (tapis vert) | Stade du Hameau         | 2e journée du Challenge européen  | 2 (5)            |
| 15 janvier 2022   | CA Brive        | Section paloise | 33 - 25             | Stade Amédée-Domenech   | 3e journée du Challenge européen  | 5 (5)            |
| 9 avril 2022      | Édimbourg Rugby | Section paloise | 54 - 5              | Edinburgh Rugby Stadium | 5e journée du Challenge européen  | - (-)            |

| Rang | Club            | J | V | N | D | Bo | Bd | Pm  | Pe  | Diff | Pts |
| ---- | --------------- | - | - | - | - | -- | -- | --- | --- | ---- | --- |
| 1    | Édimbourg Rugby | 4 | 3 | 0 | 1 | 2  | 1  | 161 | 45  | +116 | 15  |
| 2    | London Irish    | 4 | 2 | 1 | 1 | 2  | 0  | 78  | 82  | -4   | 12  |
| 3    | Saracens        | 4 | 2 | 0 | 2 | 2  | 1  | 118 | 78  | +40  | 11  |
| 4    | CA Brive        | 4 | 1 | 1 | 2 | 0  | 0  | 41  | 146 | -105 | 6   |
| 5    | Section paloise | 4 | 1 | 0 | 3 | 1  | 0  | 75  | 120 | -45  | 5   |

### Supersevens
| Étape   | Stade                  | Ville           | Date             | Nombre de participants | Vainqueur              | Place de la Section |
| ------- | ---------------------- | --------------- | ---------------- | ---------------------- | ---------------------- | ------------------- |
| Étape 1 | Stade Maurice-David    | Aix-en-Provence | 14 août 2021     | 16                     | Section paloise sevens | 1er                 |
| Étape 2 | Stade Ernest-Wallon    | Toulouse        | 21 août 2021     | 16                     | Monaco rugby sevens    | 14e                 |
| Étape 3 | Stade Marcel-Deflandre | La Rochelle     | 28 août 2021     | 16                     | Monaco rugby sevens    | 6e                  |
| Finale  | Paris La Défense Arena | Nanterre        | 13 novembre 2021 | 8                      | Barbarians sevens      | 4e                  |

## Statistiques

### Championnat de France
Meilleurs réalisateurs
| Rang | Joueur | Poste | Points | Essais | Transf. | Pén. | Drops |
| ---- | ------ | ----- | ------ | ------ | ------- | ---- | ----- |
| 1    | -      | -     | -      | -      | -       | -    | -     |
| 2    | -      | -     | -      | -      | -       | -    | -     |
| 3    | -      | -     | -      | -      | -       | -    | -     |

Meilleurs marqueurs
| Rang | Joueur | Poste | Essais |
| ---- | ------ | ----- | ------ |
| 1    | -      | -     | -      |
| 2    | -      | -     | -      |
| 3    | -      | -     | -      |
| 4    | -      | -     | -      |
| 5    | -      | -     | -      |

### Challenge européen
Meilleurs réalisateurs
| Rang | Joueur | Poste | Points | Essais | Transf. | Pén. | Drops |
| ---- | ------ | ----- | ------ | ------ | ------- | ---- | ----- |
| 1    | -      | -     | -      | -      | -       | -    | -     |
| 2    | -      | -     | -      | -      | -       | -    | -     |
| 3    | -      | -     | -      | -      | -       | -    | -     |

Meilleurs marqueurs
| Rang | Joueur | Poste | Essais |
| ---- | ------ | ----- | ------ |
| 1    | -      | -     | -      |
| 2    | -      | -     | -      |
| 3    | -      | -     | -      |
| 4    | -      | -     | -      |
| 5    | -      | -     | -      |